# Lycoderes aperta
Lycoderes aperta är en insektsart som beskrevs av Walker. Lycoderes aperta ingår i släktet Lycoderes och familjen hornstritar. Inga underarter finns listade i Catalogue of Life.